# Carex kattaeana
Carex kattaeana är en halvgräsart som beskrevs av Georg Kükenthal. Carex kattaeana ingår i släktet starrar, och familjen halvgräs. Inga underarter finns listade i Catalogue of Life.